# Finland op de Olympische Zomerspelen 1956
Finland nam deel aan de Olympische Zomerspelen 1956 in Melbourne, Australië en Stockholm, Zweden (onderdelen paardensport). Ten opzichte van de vorige editie was het aantal gouden medailles gehalveerd.

## Medailleoverzicht
| Sport            | Olympiër                                                                                         | Onderdeel                  | Medaille |
| ---------------- | ------------------------------------------------------------------------------------------------ | -------------------------- | -------- |
| Schietsport      | Pentti Linnosvuo                                                                                 | 50m pistool (m)            | Goud     |
| Worstelen        | Rauno Mäkinen                                                                                    | -62kg Grieks-Romeins (m)   | Goud     |
| Worstelen        | Kyösti Lehtonen                                                                                  | -67kg Grieks-Romeins (m)   | Goud     |
| Moderne vijfkamp | Olavi Mannonen                                                                                   | mannen                     | Zilver   |
| Atletiek         | Voitto Hellstén                                                                                  | 400m (m)                   | Brons    |
| Atletiek         | Veikko Karvonen                                                                                  | marathon (m)               | Brons    |
| Atletiek         | Jorma Valkama                                                                                    | verspringen (m)            | Brons    |
| Boksen           | Pentti Hämäläinen                                                                                | -57kg (m)                  | Brons    |
| Moderne vijfkamp | Wäinö Korhonen                                                                                   | mannen                     | Brons    |
| Moderne vijfkamp | Berndt Katter Wäinö Korhonen Olavi Mannonen                                                      | team (m)                   | Brons    |
| Roeien           | Kauko Hänninen Veli Lehtelä Matti Niemi Toimi Pitkänen Reino Poutanen                            | vier-met (m)               | Brons    |
| Schietsport      | Vilho Ylönen                                                                                     | 50m geweer 3 houdingen (m) | Brons    |
| Turnen           | Raimo Heinonen Onni Lappalainen Erkki Leimuvirta Berndt Lindfors Martti Mansikka Kalevi Suoniemi | meerkamp team (m)          | Brons    |
| Worstelen        | Rauno Mäkinen                                                                                    | -62kg vrije stijl (m)      | Brons    |
| Worstelen        | Kyösti Lehtonen                                                                                  | +87kg vrije stijl (m)      | Brons    |

## Deelnemers en resultaten

### Atletiek
| Olympiër                                               | Onderdeel                | Resultaat | Prestatie                                                                                           |
| ------------------------------------------------------ | ------------------------ | --------- | --------------------------------------------------------------------------------------------------- |
| Eero Kivelä                                            | 200m (m)                 | 48e       | serie 10: 6de in 22,56                                                                              |
| Pentti Rekola                                          | 200m (m)                 | 38e       | serie 11: 4de in 22,22                                                                              |
| Voitto Hellstén                                        | 400m (m)                 | Brons     | serie 4: 1ste in 48,52 kwartfinale: 1ste in 46,85 halve finale 2: 2de in 46,20 finale: 3de in 47,15 |
| Olavi Salsola                                          | 1500m (m)                | 27e       | serie 2: 8ste in 3.55,0                                                                             |
| Ilmari Taipale                                         | 5000m (m)                | 16e       | serie 2: 6de in 14.24,2                                                                             |
| Ilmari Taipale                                         | 10000m (m)               | 22e       | |
| Ossi Mildh                                             | 400m horden (m)          | 14e       | serie 5: 3de in 52,1                                                                                |
| Ilkka Auer                                             | 3000m steeplechase (m)   | 15e       | serie 2: 7de in 9.04,0                                                                              |
| Olavi Rinteenpaa                                       | 3000m steeplechase (m)   | 20e       | serie 1: 11de in 9.10,0                                                                             |
| Eero Kivela Osvald Mildh Pentti Rekola Voitto Hellstén | 4x400m (m)               | 9e        | serie 1: 4de in 3.11,52                                                                             |
| Veikko Karvonen                                        | marathon (m)             | Brons     | 2:27.47                                                                                             |
| Paavo Kotila                                           | marathon (m)             | 13e       | 2:38.59                                                                                             |
| Eino Oksanen                                           | marathon (m)             | 10e       | 2:36.10                                                                                             |
| Wilhelm Porrassalmi                                    | verspringen (m)          | 28e       | kwalificatie: 28ste met 6,58m                                                                       |
| Jorma Valkama                                          | verspringen (m)          | Brons     | kwalificatie: 6de met 7,36m finale: 3de met 7,48m                                                   |
| Tapio Lehto                                            | hink-stap-springen (m)   | 18e       | kwalificatie: 8ste met 15,21m finale: 18de met 14,91m                                               |
| Kari Rahkamo                                           | hink-stap-springen (m)   | 14e       | kwalificatie: 4de met 15,43m finale: 14de met 15,21m                                                |
| Hannu Rantala                                          | hink-stap-springen (m)   | 19e       | kwalificatie: 18de met 14,92m finale: 19de met 14,87m                                               |
| Eeles Landström                                        | polsstokhoogspringen (m) | 7e        | kwalificatie: 12de met 4,15m finale: 7de met 4,25m                                                  |
| Matti Sutinen                                          | polsstokhoogspringen (m) | 14e       | kwalificatie: 12de met 4,15m                                                                        |
| Torbjörn Lassenius                                     | tienkamp (m)             | 7e        | 6565 punten                                                                                         |

### Boksen
| Olympiër          | Onderdeel | Resultaat | Prestatie |
| ----------------- | --------- | --------- | --- |
| Pentti Hämäläinen | -57kg (m) | Brons     | 1ste ronde: W van IRL Smyth: punten 2de ronde: W van GDR Schröter: punten kwartfinale: W van TCH Zachara: punten halve finale: V van GBR Nicholls: punten |
| Pentti Hämäläinen | -60kg (m) | 9e        | 1ste ronde: vrij 2de ronde: V van POL Milewski: punten |
| Ilkka Koski       | +81kg (m) | 9e        | 1ste ronde: V van ITA Bozzano: punten |

### Gewichtheffen
| Olympiër     | Onderdeel | Resultaat | Prestatie                                                                                 |
| ------------ | --------- | --------- | ----------------------------------------------------------------------------------------- |
| Eino Makinen | +90kg (m) | 5e        | drukken: 7de met 127,5kg trekken: 3de met 137,5kg stoten: 5de met 167,5kg totaal: 427,5kg |

### Kanovaren
| Olympiër                         | Onderdeel      | Resultaat | Prestatie                  |
| -------------------------------- | -------------- | --------- | -------------------------- |
| Thorvald Strömberg               | K-1 1000m (m)  | 12e       | serie 1: 5de in 4.51,3     |
| Thorvald Strömberg               | K-1 10000m (m) | 4e        | 48.15,3                    |
| Pentti Raaskoski Juhani Helenius | K-2 1000m (m)  | DSQ       | serie 3: gediskwalificeers |
| Yrjö Hietanen Simo Kuismanen     | K-2 10000m (m) | 7e        | 46.40,4                    |
|                                  |                |           |                            |
| Eila Eskola                      | K-1 500m (v)   | 10e       | serie 2: 5de in 2.31,4     |

### Moderne vijfkamp
| Olympiër                                  | Onderdeel   | Resultaat | Prestatie |
| ----------------------------------------- | ----------- | --------- | --------- |
| Ole Mannonen                              | individueel | Zilver    |           |
| Berndt Katter                             | individueel | 16e       |           |
| Wäinö Korhonen                            | individueel | Brons     |           |
| Ole Mannonen Berndt Katter Wäinö Korhonen | team        | Brons     |           |

### Roeien
| Olympiër                                                              | Onderdeel       | Resultaat | Prestatie                                                                                               |
| --------------------------------------------------------------------- | --------------- | --------- | --- |
| Kauko Hänninen Reino Poutanen Veli Lehtelä Toimi Pitkänen             | vier-zonder (m) | 9e        | serie 4: 3de in 6.50,3 herkansingen: 2de in 7.55,1                                                      |
| Kauko Hänninen Reino Poutanen Veli Lehtelä Toimi Pitkänen Matti Niemi | vier-met (m)    | Brons     | serie 2: 3de in 7.16,2 herkansingen: 1ste in 7.09,8 halve finale 2: 2de in 8.08,1 finale: 3de in 7.30,9 |

### Schermen
| Olympiër       | Onderdeel | Resultaat | Prestatie |
| -------------- | --------- | --------- | --------- |
| Wäinö Korhonen | degen (m) | 33e       |           |
| Rolf Wiik      | degen (m) | 8e        |           |

### Schietsport
| Olympiër         | Onderdeel                        | Resultaat | Prestatie   |
| ---------------- | -------------------------------- | --------- | ----------- |
| Jorma Taitto     | 50m geweer 3 houdingen (m)       | 17e       | 1148 punten |
| Vilho Ylönen     | 50m geweer 3 houdingen (m)       | 5e        | 1161 punten |
| Jorma Taitto     | 50m geweer liggend (m)           | 32e       | 592 punten  |
| Vilho Ylönen     | 50m geweer liggend (m)           | 15e       | 596 punten  |
| Jorma Taitto     | 300m vrij geweer 3 houdingen (m) | 4e        | 1120 punten |
| Vilho Ylönen     | 300m vrij geweer 3 houdingen (m) | Brons     | 1128 punten |
| Pentti Linnosvuo | 50m pistool (m)                  | Goud      | 556 punten  |
| Kalle Sievänen   | 50m pistool (m)                  | 16e       | 526 punten  |
| Pentti Linnosvuo | 25m snelvuurpistool (m)          | 4e        | 581 punten  |
| Kalle Sievänen   | 25m snelvuurpistool (m)          | 7e        | 576 punten  |

### Schoonspringen
| Olympiër       | Onderdeel     | Resultaat | Prestatie                  |
| -------------- | ------------- | --------- | -------------------------- |
| Helge Vasenius | 3m plank (m)  | 15e       | voorronde: 15de met 73,82m |
| Helge Vasenius | 10m toren (m) | 16e       | voorronde: 16de met 66,63m |

### Turnen
| Olympiër                                                                                          | Onderdeel                | Resultaat | Prestatie     |
| ------------------------------------------------------------------------------------------------- | ------------------------ | --------- | ------------- |
| Raimo Heinonen                                                                                    | meerkamp individueel (m) | 37e       | 108,10 punten |
| Onni Lappalainen                                                                                  | meerkamp individueel (m) | 22e       | 110,45 punten |
| Olavi Leimuvirtan                                                                                 | meerkamp individueel (m) | 27e       | 109,35 punten |
| Berndt Lindfors                                                                                   | meerkamp individueel (m) | 15e       | 111,60 punten |
| Martti Mansikka                                                                                   | meerkamp individueel (m) | 20e       | 110,60 punten |
| Kalevi Suoniemi                                                                                   | meerkamp individueel (m) | 11e       | 112,35 punten |
| Raimo Heinonen Onni Lappalainen Olavi Leimuvirtan Berndt Lindfors Martti Mansikka Kalevi Suoniemi | meerkamp team (m)        | Brons     | 555,95 punten |

### Wielersport
| Olympiër   | Onderdeel        | Resultaat | Prestatie    |
| Baan       | Baan             | Baan      | Baan         |
| ---------- | ---------------- | --------- | ------------ |
| Paul Nyman | sprint (m)       | 9e        | serie 5: 3de |
| Paul Nyman | tijdrit (m)      | 18e       | 1.16,1       |
| Weg        |                  |           |              |
| Paul Nyman | wegwedstrijd (m) | 11e       | 5:23.40      |

### Worstelen
| Olympiër           | Onderdeel   | Resultaat   | Prestatie                                                                                        |
| Vrije stijl        | Vrije stijl | Vrije stijl | Vrije stijl                                                                                      |
| ------------------ | ----------- | ----------- | ------------------------------------------------------------------------------------------------ |
| Tauno Jaskari      | -57kg (m)   | 10e         |                                                                                                  |
| Erkki Penttilä     | -62kg (m)   | Brons       |                                                                                                  |
| Väinö Hakkarainen  | -67kg (m)   | 14e         |                                                                                                  |
| Veikko Rantanen    | -73kg (m)   | 15e         |                                                                                                  |
| Viljo Punkari      | -79kg (m)   | 12e         |                                                                                                  |
| Veikko Lahti       | -87kg (m)   | 10e         |                                                                                                  |
| Taisto Kangasniemi | +87kg (m)   | Brons       |                                                                                                  |
| Grieks-Romeins     |             |             |                                                                                                  |
| Reijo Nykänen      | -57kg (m)   | 8e          |                                                                                                  |
| Rauno Mäkinen      | -62kg (m)   | Goud        |                                                                                                  |
| Kyösti Lehtonen    | -67kg (m)   | Goud        |                                                                                                  |
| Veikko Rantanen    | -73kg (m)   | 4e          |                                                                                                  |
| Viljo Punkari      | -79kg (m)   | 6e          |                                                                                                  |
| Veikko Lahti       | -87kg (m)   | 5e          | 1ste ronde: V van SWE Nilsson 2de ronde: W van USA Thomas 3de ronde: V van Sovjet-Unie Nikolajev |
| Taisto Kangasniemi | +87kg (m)   | 6e          |                                                                                                  |

### Zeilen
| Olympiër                                      | Onderdeel | Resultaat | Prestatie                            |
| --------------------------------------------- | --------- | --------- | ------------------------------------ |
| John Flinkenberg Thor-Kristian Lind Joel Jahn | dragon    | 14e       | 1409 punten: (10-13-12-DNF-11-11-14) |

### Zwemmen
| Olympiër     | Onderdeel           | Resultaat | Prestatie            |
| ------------ | ------------------- | --------- | -------------------- |
| Karri Käyhkö | 100m vrije slag (m) | 22e       | serie 1: 5de in 59,8 |
| Karri Käyhkö | 400m vrije slag (m) | 22e       | serie 1: 5de in 59,8 |

Afghanistan · Argentinië · Australië · Bahama's · België · Bermuda · Birma · Brazilië · Brits-Guiana · Bulgarije · Cambodja* · Canada · Ceylon · Chili · Colombia · Cuba · Denemarken · Duits eenheidsteam · Egypte* · Ethiopië · Fiji · Filipijnen · Finland · Frankrijk · Griekenland · Groot-Brittannië · Hongarije · Hongkong · Ierland · IJsland · India · Indonesië · Iran · Israël · Italië · Jamaica · Japan · Joegoslavië · Kenia · Liberia · Luxemburg · Malakka · Mexico · Nederland* · Nieuw-Zeeland · Nigeria · Noord-Borneo · Noorwegen · Oeganda · Oostenrijk · Pakistan · Peru · Polen · Portugal · Puerto Rico · Roemenië · Singapore · Sovjet-Unie · Spanje* · Taiwan · Thailand · Trinidad en Tobago · Tsjecho-Slowakije · Turkije · Uruguay · Venezuela · Verenigde Staten · Vietnam · Zuid-Afrika · Zuid-Korea · Zweden · Zwitserland*

*alleen deelgenomen in Stockholm